# 和字正濫鈔
- 和字正濫鈔
- 和字正濫抄

『和字正濫鈔』（わじしょうらんしょう）は、江戸時代中期に契沖が著した語学書。個々の語彙の仮名遣いの根拠を示し、いわゆる歴史的仮名遣の端緒を開いた。
文献によっては「和字正濫抄」等とも書かれるが、本項目は版本の表記に従った。

## 概要

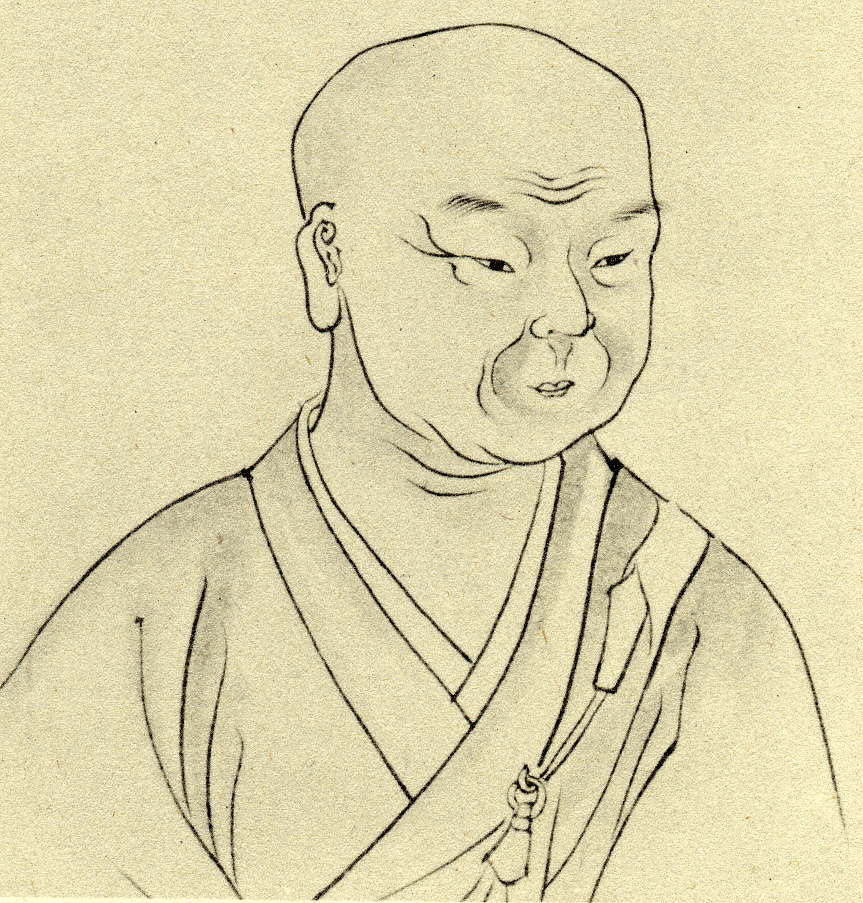
契沖は『万葉集』の正しい解釈を求める中で、当時の主流となっていた定家仮名遣の矛盾に気づき、いわゆる歴史的仮名遣の例を古典から徹底的に採集した。

元禄6年（1693年）に成立し、同8年（1695年）に刊行された。5巻5冊。着手したのは『万葉代匠記』の撰述から間もない頃であろうとされる。書名は「和字（仮名）の濫れたるを正す」の意で、いわゆる定家仮名遣に誤りが多く見られることを批判した。

## 内容
巻1は総論にあたるもので、全体の理念を幾つかの整理された内容の箇条書きによって提案しており、定家仮名遣に対する批判のほか、五十音や「いろは歌」などについて述べている。ここでは真言密教の言語観に沿った理論的展開がなされており、『古事記』『日本書紀』『万葉集』などのような上代の文献と、『古今和歌集』『先代旧事本紀』などのような中古の文献を、主に仮名遣いの規範として求める復古主義を明らかにしている。
巻2以降において分類別に正しい仮名遣いを示しており、それに際して上述の出典を明記したほか、語釈などの注記も少なからず加えている。とりわけ『和名類聚抄』からの引用が多い。なお、巻5には文字や音韻に関する雑説がある。また、採録した語彙については、和語のみならず漢語も対象にしており、しかも両方を特に区別することなく取り上げている。

## 受容
こうした契沖の主張に対して、橘成員が元禄9年（1696年）に『倭字古今通例全書』で反論した。これに契沖は元禄10年（1697年）に『和字正濫通妨抄』、元禄11年（1698年）に『和字正濫要略』を著し、自身の立場を明らかにした。
本書によって根拠づけられた仮名遣いは「契沖仮名遣」と呼ばれ、その後の国学者の支持を集めてゆき、楫取魚彦の『古言梯』などのように、契沖の説を修正して発展させたものが続々と出現した。また、本居宣長は明和の初め頃まで定家仮名遣に従っていたが、明和4年（1767年）頃から「契沖仮名遣」に変わり始め、明和5年（1768年）頃には完全に「契沖仮名遣」に統一された。
こうした流れの中で明治に入ると、「契沖仮名遣」は教科書などに採用され、いわゆる歴史的仮名遣として規範化された。昭和21年（1946年）にGHQの民主化政策の一環として国語改革が執行されると、歴史的仮名遣は古典を除いて公的な場から姿を消すことになったが、それでもなお歴史的仮名遣を支持する者も少なからずいる。

## 翻刻
- 『契沖全集7：語學及歌集』朝日新聞社、1927年1月。
- 『國語學大系9：仮名遣1』厚生閣、1939年。
- 『契沖全集10：語學』岩波書店、1973年10月。